# 金圆统一证券
金圆统一证券有限责任公司，是经中国证监会批准设立，金圆投资集团有限公司与台湾统一综合证券股份有限公司合资成立的首家台资入股的证券公司。公司业务经营范围包括证券经纪、证券自营、证券承销和保荐。公司以服务台资企业、扎根东南沿海、打造特色投行为经营理念，立志成为领先的两岸综合金融服务平台。2016年9月，金圆统一证券向证监会递交设立申请材料。2018年12月，其申请获证监会受理。2019年5月，证监会对金圆统一证券设立申请材料提出反馈意见，要求回复业务范围、补充合资证券公司僵局解决机制等。最终于2020年2月正式获批，并于6月成立。